# 신미나토시
신미나토시(新湊市)는 도야마현에 설치되었던 시이다.
도시는 1951년 3월 15일에 성립되었다. 2005년 11월 1일에 신미나토시는 이미즈군의 모든 자치체(오시마정, 고스기정, 다이몬정, 시모촌)과 합병해 새로운 이미즈시를 형성하였다.

## 지리
이미즈 평야의 북부에 위치하고 있었다. 헤이세이 대합병 이전의 도야마 현의 시에서는 면적이 가장 작아 유일하게 산이라고 부를 수 있는 지형이 존재하지 않았다.

## 역사
가마쿠라 시대 이후 해안가 미나토마치 호쇼즈를 지키는 호쇼즈 성이 만들어져 에치츄 수호소가 설치되었다.무로마치 시대인 1493년에는 메이오의 정변의 난을 피해 무로마치 막부 10대 쇼군 아시카가 요시자이가 방생즈 성주 진보 나가마코토의 안내로 하향하여 막부 정권의 에치츄 공방을 수립한 곳이다. 에도 시대에는 가가 번령이 되어 북전선의 출항지로서 번창했다.
전시중 후시키항의 일원적인 운영을 목표로 한 국책에 의한 강제합병에 의해 다카오카시에 합병되지만, 전후에 전시중에 강제합병된 시정촌을 원래대로 되돌렸을 때에 신미나토쵸와 마키노무라가 부활해 신미나토쵸는 즉시 도야마현내 3번째의 시제를 시행했다.한편의 마키노 촌은 발전을 바랄 수 있다
- 1889년 4월 1일 - 정촌제 시행과 함께 이미즈군 신미나토정이 성립하였다.
- 1940년 12월 1일 - 신미나토 정이 마키노 촌을 편입하였다.
- 1941년 4월 16일 - 주택 470호, 헛간 180호를 태우는 대화재가 발생하였다.
- 1942년 10월 1일 - 신미나토 정이 다카오카 시에 편입하였다.
- 1951년 1월 1일 - 다카오카 시에서 신미나토 정과 마키노 촌이 분촌하였다.
- 1951년 3월 15일 - 신미나토 정이 시로 승격해 신미나토시가 되었다.
- 1953년 4월 1일 - 에비에 촌·가타구치 촌·나나미 촌·사쿠도 촌·호리오카 촌·혼에 촌을 편입하였다.
- 1953년 10월 5일 - 쓰카하라 촌을 편입하였다.
- 1956년 3월 - 재정재건단체로 지정되었다.(1963년 3월까지).
- 2005년 11월 1일 - 이미즈 군 다이몬 정, 코스기 정, 오시마 정, 시모 촌과 합병해 이미즈 시가 되었다.

## 교통

### 철도
- 아이노카제토야마 철도
  - 아이노카제토야마 철도선

- 만요 선
  - 다카오카 궤도선
  - 신미나토코 선

### 도로
- 호쿠리쿠 자동차도
- 국도 8호선
- 국도 415호선
- 국도 472호선
- 도야마 현도 11호
- 도야마 현도 41호
- 도야마 현도 204호
- 도야마 현도 205호
- 도야마 현도 231호
- 도야마 현도 232호
- 도야마 현도 235호
- 도야마 현도 240호
- 도야마 현도 243호
- 도야마 현도 322호
- 도야마 현도 350호